# Championnat de Jordanie de football 2023-2024
Navigation
Saison précédente Saison suivante
La saison 2023-2024 du Championnat de Jordanie de football est la soixante-quatorzième édition du championnat de première division en Jordanie. La compétition est disputée sous forme de poule unique où les douze meilleurs clubs du pays s'affrontent deux fois au cours de la saison, à domicile et à l'extérieur. En fin de saison, les deux derniers du classement sont relégués et remplacés par les deux meilleurs clubs de deuxième division.
C'est Al Hussein Irbid qui remporte le championnat pour la première fois de son histoire et permet de se qualifier à la Ligue des champions 2 de l'AFC 2024-2025.

## Les clubs participants
- Al-Weehdat Club
- Al-Faisaly Club
- Al Hussein Irbid
- Al Ramtha Sports Club
- Shabab Al-Aqaba
- Shabab Al-Ordon Club
- Al-Salt
- FC Ma'an
- Sahab
- Moghayer Al-Sarhan
- Al-Ahli Amman – Promu de D2
- Al-Jalil - Promu de D2

## Compétition
Le barème utilisé pour établir le classement est le suivant :
- Victoire : 3 points
- Match nul : 1 point
- Défaite : 0 point

### Classement
| Rang | Équipe                | Pts | J  | G  | N | P  | Bp | Bc | Diff |
| ---- | --------------------- | --- | -- | -- | - | -- | -- | -- | ---- |
| 1    | Al Hussein Irbid      | 59  | 22 | 19 | 2 | 1  | 45 | 6  | +39  |
| 2    | Al-Faisaly Club T     | 57  | 22 | 18 | 3 | 1  | 63 | 14 | +49  |
| 3    | Al-Weehdat Club C     | 48  | 22 | 14 | 6 | 2  | 38 | 14 | +24  |
| 4    | Al Ramtha Sports Club | 35  | 22 | 11 | 2 | 9  | 30 | 22 | +8   |
| 5    | Al-Salt               | 28  | 22 | 9  | 1 | 12 | 25 | 27 | -2   |
| 6    | FC Ma'an              | 26  | 22 | 7  | 5 | 10 | 22 | 30 | -8   |
| 7    | Shabab Al-Aqaba       | 25  | 22 | 6  | 7 | 9  | 19 | 38 | -19  |
| 8    | Shabab Al-Ordon Club  | 22  | 22 | 7  | 1 | 14 | 21 | 36 | -15  |
| 9    | Mgaear Al-Sarhan      | 21  | 22 | 6  | 3 | 13 | 21 | 38 | -17  |
| 10   | Al-Ahli Amman P       | 20  | 22 | 5  | 5 | 12 | 17 | 32 | -15  |
| 11   | Sahab                 | 18  | 22 | 4  | 6 | 12 | 22 | 42 | -20  |
| 12   | Al-Jalil P            | 12  | 22 | 1  | 9 | 12 | 11 | 35 | -24  |

|  | Qualification pour la Ligue des champions 2 de l'AFC 2024-2025                           |
|  | Relégation directe en deuxième division                                                  |
|  | T : Tenant du titre C : Vainqueur de la Coupe de Jordanie P : Promu de deuxième division |

- Al-Weehdat Club est qualifié pour la phase de groupe de la Ligue des champions 2 de l'AFC 2024-2025 en tant que vainqueur de la coupe de Jordanie.

## Bilan de la saison
| Championnat de Jordanie de football 2023-2024 |                              |
| Champion                                      | Al Hussein Irbid (1er titre) |
| Coupes et trophées                            |                              |
| Vainqueur de la Coupe de Jordanie 2023-2024   | Al-Weehdat Club              |
| Qualifications continentales                  |                              |
| Ligue des champions 2 de l'AFC 2023-2024      | Al Hussein Irbid             |
| Ligue des champions 2 de l'AFC 2023-2024      | Al-Weehdat Club              |
| Promotions et relégations                     |                              |
| Promus en Jordan League                       |                              |
| Relégués en First Division                    | Sahab                        |
| Relégués en First Division                    | Al-Jalil                     |